# 500px
500px（ファイブハンドレッドピクセル、five hundred pixels）とはオンライン写真コミュニティで写真撮影に関して趣味かプロフェッショナルの人たちが自身の最も良い写真をアップロードすることを奨励することを目的に、オレグ・ガットソル(Oleg Gutsol)とエフゲニー・トチェボタレフ（Evgeny Tchebotarev、イアン・ソボレフ(Ian Sobolev)としても知られる）が共同で、2009年にトロントでWeb 2.0ベンチャーとして設立した。
写真を公開し、インスピレーションを探したり他の写真家を繋がるための場所と見なされており、6000万枚以上の写真が投稿されている。

## 歴史
2003年にエフゲニー・トチェボタレフが2003年に、ライアソン大学で経営学学位を取得するための勉強をしながら趣味の一環でソーシャルブログサイトのLiveJournal内で500pxを始めた。当時、500ピクセルは写真のサイズとしてウェブに最適と考えられ、それゆえにコミュニティに審査で写真を提出するのに限界のサイズだったが、一度写真家が高解像度の写真を提出したらコミュニティのキュレーターによる審査をパスしサイトに掲載された。
2009年初め、トチェボタレフはイアン・ソボレフと共に500pxをほとんど自動化した状態で始めた。写真のサイズは900pxまで膨れ上がったが500pxの名はそのままだった。2人は2009年10月31日に、サイトをリニューアルした。2012年2月、サイトのアップデートで「flow」「stories」「market」という機能を追加した。
ユーザー数は2009年時点で1000人ほどだったと述べていたが、2012年終わりには150万人以上に増加した。
2012年にはタイム誌のベストブログの1つに名を連ねた。

## 技術
500pxでは最近アップロードされた高品質の写真を順番にサイトのトップページに表示されるアルゴリズムを採用している。写真のレーティングや「Pulse」は閲覧数、投票数、気に入ってる票の数、気に入らない票の数で構成される。「Pulse」が高かったりお気に入り数が多い写真はポピュラーページに掲載され他のユーザーにより多く見てもらえるチャンスを得られる。このアルゴリズムは元から有名な投稿者に限らず全てのユーザーに自身の作品が人気作品としてトップページに掲載され閲覧が増えるチャンスを許容している。この数学的な均一性はまた気に入ってる/気に入らないの票数の少なかったりPulseが更新のたびに徐々に減っている新鮮味のある画像のアカウントを引き出すことが出来る。この結果、ポピュラーページは常に新鮮味のある写真が掲載され、ユーザーが定期的に写真を投稿するモチベーションを引き出せるようになっている。各ユーザーにはまた「Affection」という総合的評価があり、アカウント別に全写真を通じてのライク数、お気に入り数が表示されており、コミュニティにおいて投稿者がどれだけ人気か信頼出来る指標となっている。
サイトに対応したアプリケーションはiPadやAndroidに対応している。

## 問題
2012年4月12日、500pxにてページ左側に弁護士談話全文を、右側には法律用語の基本点を表示したことが注目され、500pxの利用規約が最も人気のサイトであるHacker Newsで取り上げられた。規約の議論は結果的に「素晴らしい」「この業界で最もクリーン」といった好意的なフィードバックや500pxは過剰なリスクに置かれている可能性を信じるネガティブなフィードバックが混ざり合った。
2013年1月21日、Appleが性的な写真がアプリケーションを通して閲覧可能である懸念を理由に自身のApp Storeから500pxのiPad用アプリケーションを削除した。